# Lhommaizé
Lhommaizé è un comune francese di 829 abitanti situato nel dipartimento della Vienne nella regione della Nuova Aquitania.

## Società

### Evoluzione demografica
Abitanti censiti